# پوزه‌بیدان فیسیتینی
پوزه‌بیدان فیسیتینی (نام علمی: Phycitini) نام یک تبار از تیره پوزه‌بیدان است.